# Babar (TV-serie)
Babar är en fransk-kanadensisk animerad TV-serie, bestående av 78 avsnitt producerade av animationsstudiorna Nelvana och Ellipse Animation i samarbete med TV-kanalen France 3 mellan 1989, 1991 och 2000. Avsnitten är uppdelade i 6 säsonger där varje säsong innehåller 13 avsnitt. 
Serien bygger på Jean och Laurent de Brunhoffs barnböcker om elefantkungen Babar och hans familj, vänner och fiender.
I Sverige har åtminstone 5 säsonger av serien visats på SVT 1 och Barnkanalen, och ges även ut på DVD, i kronologisk ordning med tre avsnitt på varje utgåva. Sedan 2005 och den trettonde volymen, innehållande avsnitt 37-39, har inga ytterligare utgåvor släppts i Sverige.
TV-serien låg till grund för filmen Babar och hans vänner (original Le Triomphe de Babar).